# Mladá fronta (deník)
Mladá fronta byl deník, který v letech 1945–1953 vydávalo stejnojmenné nakladatelství, později (do konce roku 1989) přímo komunistické mládežnické organizace nezávisle na stejnojmenném nakladatelství, od ledna do srpna 1990 opět nakladatelství Mladá fronta. Od září 1990 čtenářskou základnu i redaktory převzala společnost MaFra, která začala vydávat deník s podobným názvem Mladá fronta DNES.

## Historie

### Vznik
Idea vzniku mládežnického vydavatelství vznikla během 2. světové války v ilegálním Hnutí mládeže za svobodu. K tomu účelu si vyhlédli tiskárnu v Panské ulici v Praze, kde byl za války vydáván nacistický deník Der Neue Tag a která původně patřila významnému německému deníku Prager Tagblatt, v květnu 1945 ji obsadili a začali vydávat vlastní deník. Název Mladá fronta byl inspirován předválečným časopisem levicových studentů Mladá kultura. V první redakci Mladé fronty byli například divadelní a literární kritik Sergej Machonin, režisér Jan Grossman, šéfredaktorem se stal básník Jaromír Hořec, kulturní rubriku vedl František Listopad. V redakci pracovali nestraníci, komunisté, sociální demokrati, národní socialisté i lidovci. Současně nové nakladatelství začalo vydávat týdeník My 45, literární měsíčník Generace, studentský časopis Středoškolák a časopis Junáci, vpřed.

### Deník za komunistického režimu
Nestrannost deníku čím dál více vadila vládnoucí komunistické straně.[zdroj?] Po zestátnění tiskáren se v roce 1953 Mladá fronta stala účelovým zařízením při Ústředním výboru Československého svazu mládeže (ÚV ČSM), od roku 1964 byla hospodářským zařízením. V roce 1970 se deník Mladá fronta stal orgánem ÚV Socialistického svazu mládeže, který byl jeho přímým vydavatelem (nakladatelství Mladá fronta tedy již deník Mladá fronta nevydávalo). Deník Mladá fronta se nákladem přes 300 000 výtisků stal čtvrtým nejčtenějším deníkem po Rudém právu (téměř milión výtisků), Zemědělských novinách a Práci. Tento poměr byl udržován tím, že papír byl pro vydavatele na příděl, takže méně protežované noviny byly brzy vyprodány.
Na pražském Jižním Městě byla podle nakladatelství a deníku pojmenována ulice Mladé fronty, a to od svého vzniku při stavbě sídliště roku 1978. V roce 1994 byla přejmenována na Michnovu (na počest Adama Václava Michny z Otradovic).

### Deník po roce 1989
Redaktoři Mladé fronty si vymohli, že již od pondělí 20. listopadu 1989 poskytovali relativně pravdivé informace o událostech, zatímco některá jiná média situaci stále ignorovala nebo bagatelizovala. Přesto stále ještě mnoho materiálů šéfredaktorka Miloslava Moučková a její zástupci zcenzurovali. V revoluční atmosféře se 20. listopadu 1989 stal neformálně šéfredaktorem Libor Ševčík a podtitul listu se změnil na „deník československé mládeže“. Vydávání deníku Mladá fronta bylo rozhodnutím vlastníka od 1. ledna 1990 převedeno z ÚV SSM na vydavatelství Mladá fronta. Na jaře 1990 ještě existovaly představy o tom, že vývoj směřuje k „socialismu s lidskou tváří“, a v rámci této představy nakladatelství usilovalo například o svoji změnu na státní podnik. SSM přejmenovaný na Svaz mladých však usiloval o udržení tohoto majetku. Deník byl v té době ziskový i vlivný.
Později se šéfredaktorem stal Petr Šabata. Karel Hvížďala, od května 1990 vedoucí zpravodajského oddělení, přišel s myšlenkou, že alespoň jedny noviny musí být nezávislé na státu, k čemuž je nezbytný zahraniční kapitál a privatizace. Redakce v té době vlastnila jen jeden fax a téměř žádné počítače. Nejprve se uvažovalo o společném projektu s inzertními novinami Annonce a jejich vydavatelem Jiřím Kudláčkem. Annonce skutečně jednou nebo dvakrát jako příloha Mladé fronty vyšla.
18. května 1990 předsednictvo Federálního shromáždění přijalo zákonné opatření, podle něhož byla zakázána manipulace s majetkem KSČ a SSM. Ústavní zákon č. 497/1990 Sb., o navrácení majetku Socialistického svazu mládeže lidu České a Slovenské Federativní Republiky, s účinností od 1. ledna 1991 veškeré vlastnictví SSM, včetně deníku Mladé Fronty, převedl do správy státu. Stát měl dohlédnout na to, aby majetek SSM byl navrácen mládežnickým organizacím. V březnu 1993 byl Poslaneckou sněmovnou za účelem využívání majetku ve prospěch dětí a mládeže založen Fond dětí a mládeže. Část bývalého majetku SSM však tomuto fondu dlouho nebyla předána. Činnost fondu vzbuzovala pochybnosti a několikrát ji prošetřoval Nejvyšší kontrolní úřad. Teprve v roce 1998, po přijetí novelizujícího zákona č. 307/1997 Sb., byl majetek SSM vypořádán.

### Zánik deníku
Dne 27. července 1990 byla zřízena akciová společnost MaF se základním jměním 195 000 Kčs. Založilo ji 64 píšících redaktorů a jedna sekretářka redakce deníku Mladá fronta, z nichž každý vložil 3000 Kčs (tehdejší necelý průměrný měsíční plat). Vlastnické podíly místo honoráře dostali i právníci z poradních firem. Akcionáři zažádali o zápis společnosti k 1. září 1990. Dne 2. srpna 1990 oznámili staronové ředitelce vydavatelství Mladá fronta Koškové, jmenované do funkce ústředním výborem SSM již v roce 1987, že od 1. září začnou vydávat nový deník a od 1. října nový týdeník s odlišnými názvy, že všichni pracovníci požádají o rozvázaní pracovního poměru dohodou a že nová společnost má zájem využívat všechny služby stávajícího nakladatelství. Tento postup byl nutný proto, že převedení stávajících tiskovin SSM do soukromého vlastnictví bylo blokované zákonem. Distributorovi, Poštovní novinové službě (PNS), redaktoři oznámili, že pravděpodobně přestane vycházet Mladá fronta a že mohou předplatitelům nabídnout nové noviny Mladá fronta DNES. Podobně probíhala i jednání s tiskárnami. Současně si privatizátoři zajistili právní ochranu názvů a značek.
V následujících týdnech však nebylo jasné, zda se Svazu mládeže nepodaří sehnat novou redakci a ve vydávání původních novin a časopisu pokračovat. Předseda SM Martin Ulčák nabízel až trojnásobné platy oproti obvyklým. Šéfredaktoři Mladé fronty a Mladého světa byli oprávněni přijímat výpovědi, takže v polovině srpna 1990 uzavřeli dohodu o rozvázání pracovního poměru se všemi podřízenými redaktory a sami podali výpovědi k rukám Koškové, která je přijala. 22. srpna 1990 byla společnost MaF a. s. zapsána do obchodního rejstříku a tentýž den Ministerstvo kultury zaregistrovalo nový deník Mladá fronta Dnes. Jednání mezi SM, nakladatelstvím a novou a. s. však byla dramatická, předseda SM Ulčák naposledy odmítl předat nové redakci oprávnění k vydávání tiskovin pod původními názvy. Koncem srpna, kdy se redaktoři (podle legendy, kterou později sami šířili) obávali násilného obsazení redakce Svazem mládeže, si sjednali soukromě (sic!) ochranu prostřednictvím příslušníků Útvaru rychlého nasazení, kteří v kritických dnech ve svém osobním volnu v redakci údajně i přespávali. Ulčák nakonec 29. srpna s převodem práv k vydávání souhlasil, ale souhlas ho donutilo zrušit zamítavé stanovisko Národní rady mládeže a Majetko-právní unie ČSFR. Dne 29. srpna ještě SM psalo vydavatelství dopis, že redaktoři, kteří podali výpověď, musí vrátit klíče. 30. srpna se však rozhodli řešit vše smírnou cestou. 31. srpna proběhlo jednání čtyř stran (Svaz mládeže, nakladatelství, nová akciová společnost a zástupci původní redakce z roku 1945) u předsedy české vlády Petra Pitharta. Pithart podpořil privatizující redaktory a v 16 hodin večer před vydáním první Mladé fronty DNES byla podepsána hospodářská smlouva mezi MaF a. s. a vydavatelstvím Mladá fronta. Autorem názvu Mladá fronta DNES je pravděpodobně Martin Komárek.
Někteří kritici této formy privatizace tvrdí, že hodnoty, v té době již podle zákona státní, které si kolektiv redaktorů za součinnosti Koškové přisvojil (pozice na trhu, seznam předplatitelů, renomé listu) mohly mít hodnotu až kolem 2 miliard Kčs a že toto „vytunelování“ se stalo vzorem i pro mnohé další podniky. Vlastníkem kmene předplatitelů totiž formálně byla Poštovní novinová služba, nikoliv vydavatelství Mladá fronta.

### Policejní šetření privatizace deníku
6. května 1998 podal Ladislav Froněk, vydavatel deníku Špígl, trestní oznámení Nejvyšší státní zástupkyni. Ta návrh zaslala Obvodnímu státnímu zastupitelství v Praze 1, které spis zaslalo policejnímu oddělení v Praze 1. Řešením případu byla pověřena začínající policistka místního oddělení v Hybernské ulici, pprap. Pavlína Vaňková, policejní inspektorka. Ladislavu Froňkovi byla zaslána kopie usnesení o odložení oznámení, které podepsal kpt. Jan Pavlík, vedoucí oddělení Policie ČR, MO Hybernská ul. 2, Praha 1. Froněk se odvolal a Obvodní státní zastupitelství pro Prahu 1 stížnost vyhodnotilo jako oprávněnou a 6. listopadu 1998 uložilo Policii případ znovu otevřít.
JUDr. Gisela Vojtěchová, státní zástupkyně Obvodního zastupitelství pro Prahu 1, došla k závěru, že celou záležitost nelze posoudit a učinit závěr, dokud se nezajistí listinný důkaz, kterým bylo povoleno vynětí movitého majetku bývalého ÚV SSM z celku a jeho převedení na 65 redaktorů (mělo by to být povolení Federálního ministerstva financí) a dokud se nezjistí, kdo rozhodl o oddělení Mladé fronty do privátních rukou a o tom, že nakladatelství a vydavatelství poskytne veškerou pomoc na základě hospodářských smluv MaF, a. s. Proti rozhodnutí nebyla žádná stížnost přípustná, takže vyšetřování skončilo.
Trestní oznámení bylo podáno i na Marii Koškovou, která jednala jménem vydavatelství Mladá fronta. Vzhledem k tomu, že nedošlo k převodu vlastnictví na MaF a. s., ale jen k časově omezenému pronájmu, k němuž nebylo nutné svolení Federálního ministerstva financí, případ byl odložen.
Kontrolní skupina Federálního ministerstva kontroly v roce 1991 a 1992 a skupina finančního ředitelství Magistrátu hl. m. Prahy v roce 1991 se zabývaly hospodářskými smlouvami mezi MaF a. s. a podnikem Mladá fronta. Závěrečné zprávy žádné porušení zákona nekonstatovaly.